# Klingenberg am Main

Klingenberg am Main

Klingenberg am Main is een gemeente in de Duitse deelstaat Beieren, en maakt deel uit van het Landkreis Miltenberg.
Klingenberg am Main telt 6.234 inwoners.
Altenbuch ·
Amorbach ·
Bürgstadt ·
Collenberg ·
Dorfprozelten ·
Eichenbühl ·
Elsenfeld ·
Erlenbach a.Main ·
Eschau ·
Faulbach ·
Großheubach ·
Großwallstadt ·
Hausen ·
Kirchzell ·
Kleinheubach ·
Kleinwallstadt ·
Klingenberg a.Main ·
Laudenbach ·
Leidersbach ·
Miltenberg ·
Mömlingen ·
Mönchberg ·
Neunkirchen ·
Niedernberg ·
Obernburg a.Main ·
Röllbach ·
Rüdenau ·
Schneeberg ·
Stadtprozelten ·
Sulzbach a.Main ·
Weilbach ·
Wörth a.Main